# 钱惟漼
钱惟漼（?—?），錢塘（今浙江杭州）人。吴越忠懿王錢俶第六子，錢惟演、錢惟濟的兄長。
钱惟漼，早年出家为僧人，法名净照，后任安国县法华寺住持。钱惟漼随父錢俶降北宋，长兄钱惟濬，安远军节度使、开府仪同三司、检校太师兼中书令、萧国公。次兄钱惟治镇国军节度使、特进、检校太师。三哥钱惟渲，潍州团练使。四哥钱惟灏，昭州刺史。五哥钱惟溍，武卫将军。七弟衙内都指挥使钱惟演。八弟衙内指挥使钱惟济。

## 家庭
- 父親錢俶，吴越忠懿王。

### 兄
1. 长兄钱惟濬，字禹川，吴越国世子，封镇海、镇东两军节度副大使、检校太保、钤辖两浙管内土客诸军事、检校太傅、建武军节度使、检校太尉。入宋后，被封為淮南节度使、安远军节度使、开府仪同三司、检校太师[1]兼中书令、萧国公。性放荡无检，因沉溺酒色而早卒，追封邠王，谥安僖。
2. 次兄钱惟治，字世和，本为忠逊王钱弘倧长子，被钱俶收为己子。累封两浙牙内诸军指挥使、判军粮营田事、德化军使、宁远军节度使、检校太尉。钱俶及世子入宋朝觐，宋廷命钱惟治为权国事。入宋后，封镇国军节度使、知真州府兼兵马都部署、右武卫上将军、左骁骑上将军、左神武统军，追赠太师、彭城郡王。书法工二王，草隶尤绝。
3. 三哥钱惟渲，入宋后，封韶州团练使、潍州团练使[2]。
4. 四哥钱惟灏，入宋后封贺州团练使、昭州刺史。
5. 五哥钱惟溍，入宋后，武卫将军[3]、左龙武将军、演州刺史。

### 弟
1. 七弟钱惟演，字希圣，入宋后，封右神武将军、衙内都指挥使，累任翰林学士、工部侍郎、枢密副使、太子宾客、工部尚书、兵部尚书、保大军节度使、中书门下平章事、判许州、武胜军节度使、泰宁军节度使、崇信军节度使，追封英國公、赠侍中。
2. 八弟錢惟濟，字岩夫，入宋后，封衙内指挥使、恩州刺史、东染院使、封州刺史、永州团练使、知成德军、检校司空、虔州观察使、吉州防御使、知定州，升武昌军节度观察留后。追赠平江节度使，谥宣惠。

### 其他兄弟
钱弘俶亲子、从子人数众多，见于史书者唯錢惟濬、錢惟治、錢惟演、錢惟濟等数人而已。

### 侄
1. 长兄之子：钱守吉官至宋朝西京作坊使、钱守让官至宋朝东染院使。
2. 七弟之子：钱暄封冀国公
3. 七弟之孙：钱景臻封会稽郡王
4. 七弟之曾孙：钱忱封荣国公。